# Charles Frappier
Charles Frappier ( * 1813 - † 1895) fue un botánico francés, originario de Mauritania. Se interesó en particular en las orquídeas, siguiendo los trabajos de Eugène Jacob de Cordemoy. 
- La abreviatura «Frapp.» se emplea para indicar a Charles Frappier como autoridad en la descripción y clasificación científica de los vegetales.[1]